# Ugolino Lorenzetti
Ugolino Lorenzetti ist ein Notname, um den in der Kunstgeschichte eine Reihe von Bildern gruppiert wurde, die im 14. Jahrhundert in Siena gemalt wurden.  Der Maler der Werke war namentlich nicht bekannt, aber sein Stil folgte dem der in Siena tätigen Maler Ugolino da Siena (tätig um 1317) und Pietro Lorenzetti (* um 1300; † um 1348). So wurden Teile von deren Namen zum Notnamen verbunden.  Wie die beiden Maler steht auch Ugolino Lorenzetti in der Tradition von Duccio di Buoninsegna (* um 1255; † um 1319) und der Schule von Siena.
Verschiedene Identifizierungen wurden vorgeschlagen, um dem unbekannten Künstler einen wahren Namen geben zu können. So wurde beispielsweise nach Stilvergleich vorgeschlagen, einige seiner Bilder stammten wohl eher von Bartolo di Fredi. Auch wurde vorgeschlagen, einige der Bilder aus dem Werkverzeichnis herauszunehmen oder andere hinzuzufügen und anderen Künstlern wie dem Meister von Ovile zuzuordnen. Auch wurden ab und zu neue Bilder einem Ugolino Lorenzetti zugeordnet.
Nach Stand der Forschung heute werden nun aber die meisten der ehemals um den Notnamen Ugolino Lorenzetti gruppierten Bilder dem Werkkatalog des namentlich bekannten Malers Bartolomeo Bulgarini zugeordnet, der in Siena zwischen 1337 und 1378 nachweisbar ist. Da dies jedoch nicht vollkommen unumstritten ist, wird in Teilen der Fachwelt und zum Teil auch in neueren Verzeichnissen von Kunstwerken weiter noch der Name Ugolino Lorenzetti verwendet.
Bei den ursprünglich Ugolino Lorenzetti zugeordneten Bildern handelt es sich um die folgenden Werke:
- Triptychon Madonna mit Heiligen
  - Madonna, (Fogliano)
  - Zwei Heiligenbilder  (Ansanus, Galganus), Pinacoteca Nazionale di Siena
- Polyptychon (5 Teile)  Madonna mit Vier Heiligen, Kirche Santa Croce, Florenz
- Polyptychon Madonna und vier Heilige, San Gimignano, Kirche Sant’Agostino
- Die Geburt Christi, Fogg Art Museum, Cambridge (Inv. Nr. 19)
- Tabernakel Maria mit Kind und Heiligen, Isabella Stewart Gardener Museum, Boston
- Die Kreuzigung Christi,  Collezione Berenson, Florenz
- Vier Heilige, Museo Civico, Pisa
- Kreuzigung, Louvre, Paris (Inv. Nr. 1665)